# Lastres
Lastres (Llastres en asturiano y oficialmente) es una parroquia y una villa marinera pertenecientes al concejo de Colunga, situado en la zona oriental del Principado de Asturias (España).
La parroquia tiene una extensión de 13,49 km² en la que habitan un total de 1951 personas repartidas entre las poblaciones de Lastres y Luces.

## Descripción
El nombre original del pueblo es Santa María de Sábada, topónimo de origen latino. En época romana existía aquí un puerto para dar salida a minerales debido a las buenas condiciones naturales de la ensenada. En el siglo X ya hay una referencia escrita a Sátava en un documento referido a Alfonso III. El topónimo Lastres puede tener origen geológico.
Lastres debe su crecimiento a la actividad pesquera, y es en el siglo XVI cuando ya hay constancia de pesca de ballenas, muy habitual en los puertos del mar Cantábrico. En la Edad Moderna se constata la pesca de sardinas, besugos, bonito... así como fábricas de escabeche y comunicación comercial con varios puertos del arco Atlántico. 
Debido a la fragilidad de su muelle, Carlos III mandó su reconstrucción, aunque estas obras nunca fueron exitosas. En 1821 los vecinos de Lastres recurrieron a las Cortes con la esperanza de reparar su puerto, sometido al oleaje, sin éxito. Unos años más tarde se acometió la añorada ampliación, aunque siempre bajo esquemas muy modestos que impidieron un mayor crecimiento del pequeño pueblo. A lo largo de los siglos también fue necesario establecer en la villa fortificaciones debido a situaciones bélicas como la Guerra de Sucesión. En el siglo XIX y XX Lastres se consolida como pequeño puerto pesquero de la costa asturiana, comenzando a combinar en la segunda mitad de este último su actividad pesquera con la turística y gastronómica. En 2010 es nombrado Pueblo Ejemplar en los Premios Príncipe de Asturias.
Está catalogado como Uno de Los Pueblos Más Bonitos de España desde el año 2014 y pertenece desde entonces a la asociación homónima.
En los últimos años Lastres ha sido nombrado de forma habitual en diferentes medios de comunicación como uno de los pueblos más bonitos de España. Esto y el rodaje de varias series y anuncios en la villa, han consolidado a la población como destino turístico.

### Patrimonio

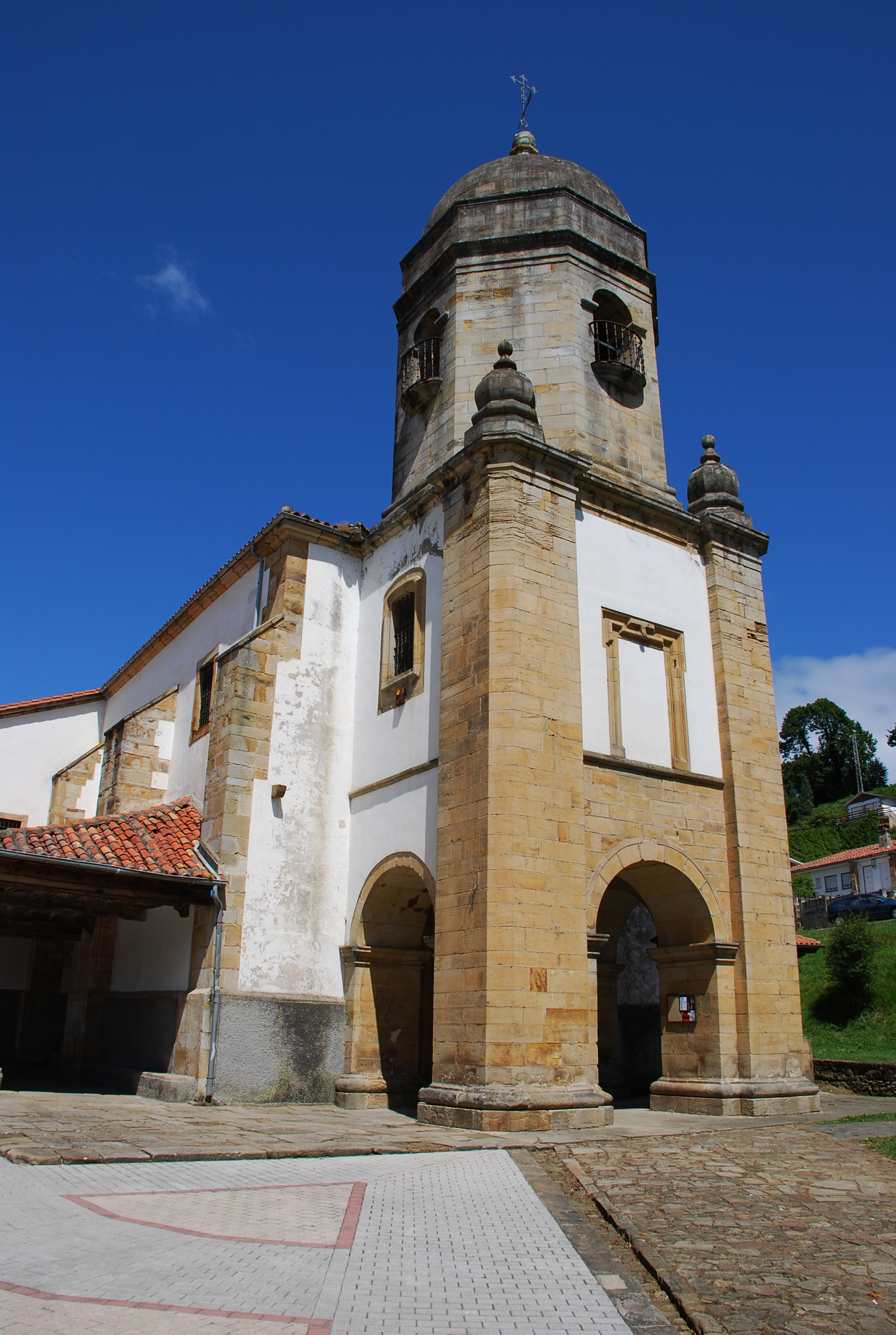
Iglesia de Santa María de Sábada.

- Iglesia de Santa María de Sábada: Está declarada como bien de interés cultural. Del siglo XVIII y estilo barroco neoclásico. Fue proyectada por los arquitectos Manuel Reguera y Joaquín Vigil. La torre o campanario es de finales del XIX.
- Capilla de San Roque y mirador de San Roque: En lo alto de la villa, en el campo de San Roque, se encuentra la Capilla de San Roque, con un mirador desde el que se contempla una impresionante panorámica de Lastres con su pequeño puerto pesquero, así como de la Sierra del Sueve y de la franja litoral. Además existen otras dos capillas del siglo XVII, la capilla del Buen Suceso y la Capilla de San José.
- Conjunto histórico de Lastres: comprende numerosas edificaciones de la villa como casas de factura tradicional con corredores de madera y galerías y la Torre del Reloj (siglo XV).
- Palacio de Luces: situado en la población de Luces, es un palacio del siglo XVI.

### Televisión
Lastres se hizo especialmente conocido tras ser el escenario de la serie de televisión Doctor Mateo que emitió Antena 3 entre 2009 y 2011, en la que aparece bajo el nombre de San Martín del Sella. Antes de eso ya había tomado protagonismo en la exitosa serie Un paso adelante, donde uno de los protagonistas interpretaba a un joven natural de esta localidad. En 2016 fue uno de los escenario del rodaje de la Lotería de Navidad. Ese mismo año también hospedó varias escenas del rodaje de la película Plonger

## Personajes ilustres
- Benito Lué y Riega, último obispo español en Buenos Aires.
- Agustín de Pedrayes, matemático del s. XVIII.

## Galería de imágenes
- Wikimedia Commons alberga una galería multimedia sobre Lastres.